# Bignonia capreolata
Bignonia capreolata ist eine Pflanzenart aus der Gattung Bignonia innerhalb der Familie der Trompetenbaumgewächse (Bignoniaceae).

## Beschreibung

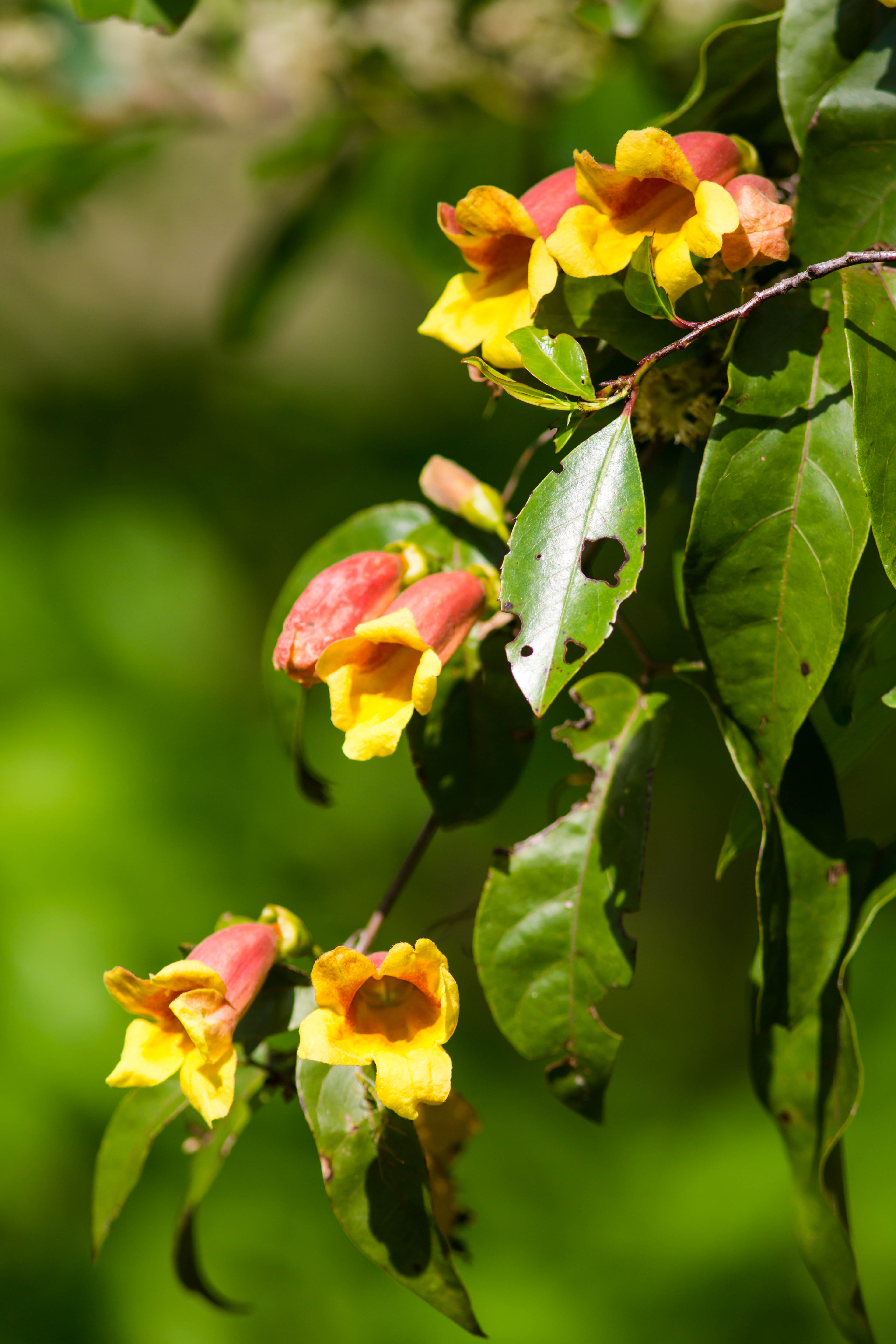
Sprossachsen mit Laubblättern und Blüten

### Vegetative Merkmale
Bignonia capreolata ist eine fast kahle Liane, deren Phloemstränge im Querschnitt der Sprossachse immer in einer Anzahl von Vielfachen von vier4 auftritt. Die Rinde der drehrunden Sprossachsen ist kahl bis flaumig behaart.
Sie besitzen keine Drüsen, jedoch Linien zwischen den Blattstielen. Die Pseudonebenblätter sind krautig. Die gegenständig angeordneten Laubblätter sind in Blattstiel und -spreite gegliedert. Der Blattstiel ist relativ kurz. Die Blattspreite ist dreizählig gefiedert, wobei das mittlere Fiederblättchen zu einer vielgeteilten Ranke mit Haftscheiben umgebildet ist. Die fast kahlen, ganzrandigen Fiederblättchen sind bei einer Länge von bis zu 18 Zentimetern eiförmig bis verkehrt-eiförmig oder elliptisch mit leicht herzförmiger Basis und rundspitzigem bis zugespitztem oberen Ende.

### Generative Merkmale
Die seitenständigen, kurzen, zymösen Blütenstände enthalten wenige gestielte Blüten über Tragblättern.
Die relativ großen, zwittrigen Blüten sind zygomorph und fünfzählig mit doppelter Blütenhülle. Der kleine, bis 9 Millimeter lange und drüsig besetzte, fast kahle Kelch ist becherförmig, mit unregelmäßigen oder kaum vorhandenen Kelchlappen. Die Außenseite der bis 5 Zentimeter langen Krone ist matt-rot oder orangefarben, die Innenseite ist gelb bis orange-rot. Die Kronblätter sind röhrig verwachsen mit kurzen Lappen, die lange an der Basis verengte Kronröhre ist gebogen und dick. Die vier didynamischen Staubblätter stehen nicht über die Krone hinaus. Die kahlen Staubbeutel sind bestehen aus geraden Theken. Der oberständige und zweikammerige Fruchtknoten ist zylindrisch und schuppig bedeckt, die einzelnen Fruchtblätter enthalten zweireihig angeordnete Samenanlagen. Der knapp eingeschlossene Griffel trägt eine zweilappige Narbe. Es ist ein Diskus vorhanden.
Die kahlen Kapselfrüchte sind bei einer Länge von bis 20 Zentimetern linealisch, abgeflacht und ledrig-holzig mit Korkporen besetzt und öffenen sich septizid. Die flachen, braunen, zweilappigen Samen sind kahl und meist beidseits breit geflügelt. Die Samen sind mit den Flügeln bis 3 Zentimeter lang, der Fruchtkörper ist bis 1 Zentimeter lang.

## Verbreitung
Das Verbreitungsgebiet von Bignonia capreolata liegt in den zentralen bis östlichen Vereinigten Staaten. Es gibt ursprüngliche Vorkommen von Maryland und Missouri bis Texas und Florida.

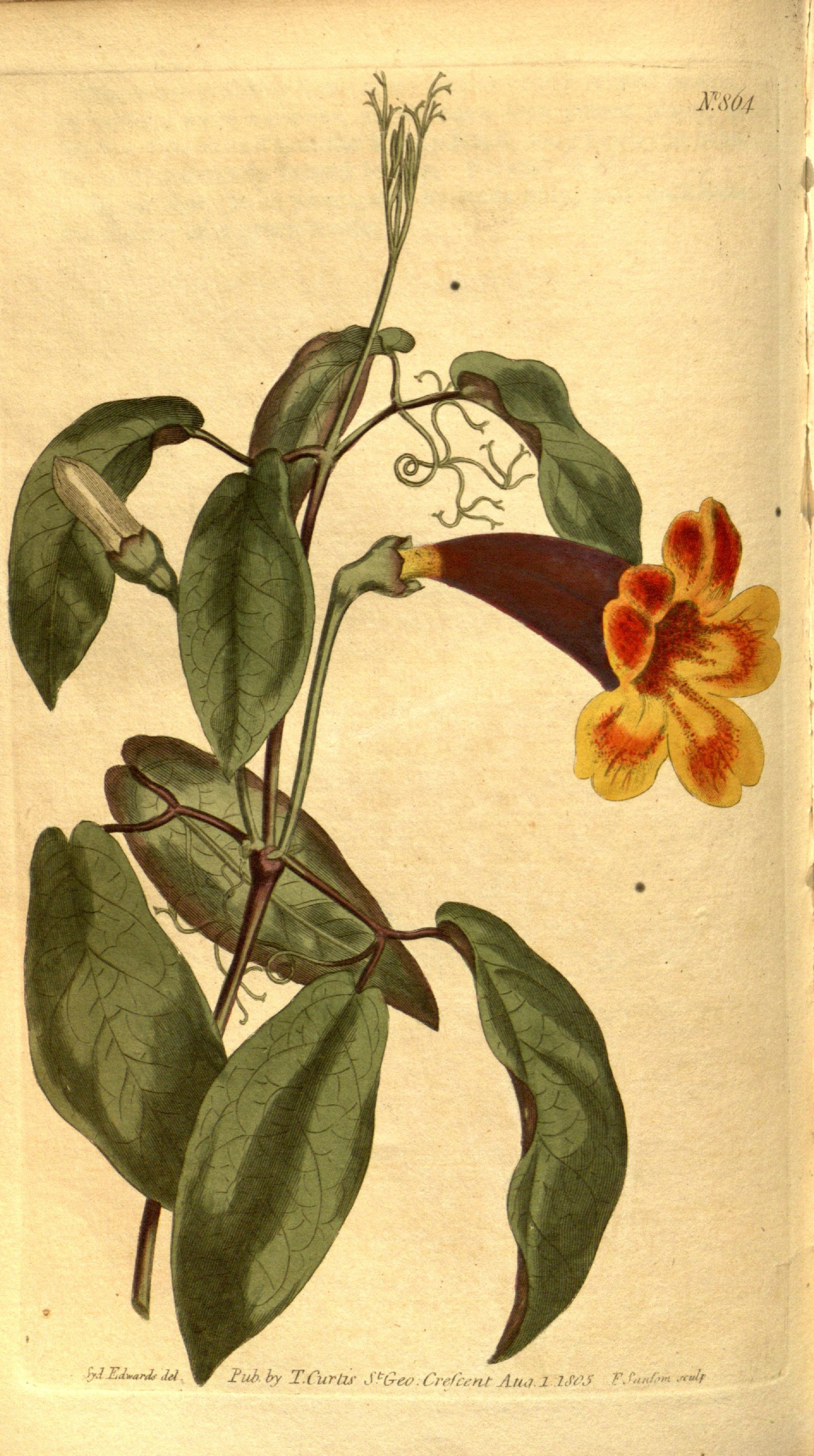
Illustration aus Curtis's botanical Magazine, No. 864

## Taxonomie
Die Erstveröffentlichung von Bignonia capreolata erfolgte 1753 durch Carl von Linné in Species Plantarum, Tomus II, S. 624.